# Ponta Grossa Esporte Clube
O Ponta Grossa Esporte Clube foi um clube brasileiro de futebol, da cidade de Ponta Grossa, no estado do Paraná. Suas cores são preto, azul-celeste e branco.

## História
Enquanto o clube mais tradicional da cidade, Operário Ferroviário, vivia uma crise sem precedentes, se licenciando do futebol, uma lacuna esportiva se abria na cidade, e em 1994 era fundado o Ponta Grossa EC por um ex-presidente do Operário, Antônio Mikulis.
Em sua estreia, no mesmo ano de 1994, o clube conquista o acesso e logo no ano seguinte o Ponta Grossa disputou a primeira divisão do paranaense, conquistando o décimo segundo lugar dentre as vinte equipes. Nos anos seguintes as campanhas medianas continuaram, com um sétimo e dois décimos lugares, e o novo clube não conquistava apoio popular, sem conseguir reunir um bom número de pessoas nas partidas.
Em 1999, a Prefeitura de Ponta Grossa, na tentativa de unir os torcedores do Ponta Grossa e do licenciado Operário Ferroviário, propôs ajuda financeira ao clube com a condição de unificar os dois clubes. Fato que ocorreu com o Ponta Grossa E.C. utilizando o nome fantasia Operário Ponta Grossa Esporte Clube, além do escudo e uniforme alvi-negro para atrair a torcida no Germano Krüger. Com essa ajuda o clube fez a sua melhor campanha, terminando o campeonato em sexto lugar.
Em 2000, já com a nomenclatura de oficial de Operário/Ponta Grossa,o clube conseguiu inicialmente agregar muitos torcedores, mas com uma campanha ruim, inclusive com o rebaixamento, e discórdia entre os clubes, fizeram com que a parceria se desfizesse já em 2001.
Sem o parceiro, o Ponta Grossa continuou a sua caminhada na segunda divisão de 2001. O time conquistou o acesso na 3ª colocação, vencedo os play-offs contra o Cataratas. Em 2002, em um campeonato sem os grandes clubes de Curitiba, o clube agonizou na última colocação. Como não havia rebaixamento, o time continuou na divisão principal em 2003.
Em dezembro de 2002 o Ministério Público exigiu reformas para a liberação do estádio Germano Kruger, em Ponta Grossa. Sem recursos para fazê-las, o Ponta Grossa aceitou uma proposta da ADAP para que os mourãoenses administrassem o clube na Série Ouro de 2003. Assim, o clube participou do Paranaense, jogando em Campo Mourão, mas chamado de ADAP/Ponta Grossa. No mesmo ano o Ponta Grossa deixou de existir.